# Hellemmes
Hellemmes o Hellemmes-Lille és un antic municipi francès (des d'abril de 1977, municipi associat a Lilla), situat a la regió de Nord – Pas de Calais, al departament de Nord. L'any 2008 tenia 17.601 habitants.

## Administració
| Període   | Identitat         | Partit                |
| --------- | ----------------- | --------------------- |
| 2001-2008 | Bernard Derosier  | PS dins llista plural |
| 2008-2012 | Gilles Pargneaux  | PS                    |
| 2012-     | Frédéric Marchand | PS                    |